# Gaston Maspero
Gaston Camille Charles Maspero (23 de junio de 1846-30 de junio de 1916) fue un egiptólogo francés. 

## Biografía
Hijo de padres italianos oriundos de la Lombardía inmigrados  en Francia, Gaston se nacionalizó francés en su juventud. Alumno excepcional, pronto demuestra tener una gran aptitud para la Historia. Auguste Mariette, introdujo al joven Maspero en el estudio de los jeroglíficos, despertando su interés. 
Como profesor, impartió clases de egiptología en la École des Hautes Études, y de filología y arqueología egipcia en el Collège de France.
Visitó Egipto en 1880, formando parte de la Misión Francesa (el futuro Instituto Francés de Arqueología Oriental). Fue amigo de Amelia Edwards, la fundadora de la Egypt Fundation Society, y gran impulsor de los trabajos de William Matthew Flinders Petrie. Dirigió el Service d’Antiquités Egyptiennes de 1881 a 1914. Vivió en la época de uno de los acontecimientos más importantes de la egiptología, el descubrimiento de la tumba DB320 en Deir el-Bahari, evitando su expoliación.
Su hijo más conocido es el sinólogo Henri Maspero.

## Publicaciones
Entre sus publicaciones más notables se encuentra su Histoire ancienne des peuples de l'Orient classique, que recorre en tres volúmenes toda la historia de Oriente Medio, desde los orígenes hasta la conquista de Alejandro Magno; Histoire des peuples de l'Orient (Historia de los antiguos pueblos de oriente) que pone especial énfasis en la egiptología y la en esa época denominada asiriología tiene el mismo objetivo, publicándose seis ediciones; los Études de mythologie et d'archéologie égyptiennes de 1893, es una recopilación de ensayos y artículos publicados originariamente en diversas revistas, importante por su contribución a la historia de la religión egipcia.
Al margen de su extensa bibliografía dedicada a la filología y arqueología de Egipto, merece una mención especial su corto ensayo sobre las características fonéticas del habla de los habitantes de la campaña en Buenos Aires y el Uruguay (“Sur quelques singularités phonétiques de l’espagnol parlé dans la campagne de Buenos-Ayres et de Montevideo”, «Sobre algunas singularidades del español hablado en la campaña de Buenos Aires y Montevideo»). Mémoires de la Société linguistique de Paris (1875), un ensayo que, más allá de su brevedad, se puede considerar como pionero en el campo de la dialectología española del Río de la Plata al tomar como fuente la literatura gauchesca.